# Ужасная Джоан
«Ужасная Джоан» (англ. Joan Is Awful) — первый эпизод шестого сезона сериала-антологии «Чёрное зеркало». Сценарий был написан создателем сериала Чарли Брукером, режиссёром стала Элли Панкью. Премьера эпизода, так же как и всего шестого сезона, состоялась на Netflix 15 июня 2023 года. В эпизоде снимались Энни Мёрфи, Сальма Хайек и Майкл Сера.
В эпизоде рассказывается о девушке по имени Джоан, которая работает на руководящей должности и живёт обычной жизнью. Однажды она обнаруживает, что по её жизни стриминговый сервис «Streamberry» снимает сериал «Ужасная Джоан».

## Сюжет
Джоан Тейт (Энни Мёрфи), технический директор одной из организаций, увольняет одного из своих самых преданных сотрудников, а затем посещает сеанс терапии. Вечером она встречается со своим бывшим молодым человеком Маком. Они целуются, однако Джоан с сожалением вынуждена уйти. Дома она и её жених Криш смотрят телевизор и находят в приложении Streamberry сериал под названием «Ужасная Джоан» с Сальмой Хайек в главной роли. Джоан с ужасом обнаруживает, что сериал является почти точным (хотя и приукрашенным) пересказом её дня. Узнав из сериала о чувствах Джоан к Маку, Криш её покидает.
На следующий день выясняется, что все коллеги Джоан смотрели сериал и что совет директоров решил уволить её из компании. В ярости она отправляется к своему адвокату, который сообщает ей, что технически Джоан дала согласие сервису Streamberry на использование её личности после принятия пользовательского соглашения в приложении. Джоан узнает, что шоу полностью создано при помощи компьютерной графики с использованием квантового компьютера, который собирает данные о жизни пользователей сервиса в реальном времени с их личных устройств, а Сальма Хайек просто разрешила Streamberry использовать свою цифровую копию.
Джоан, полагаясь на помощь Хайек, пытается привлечь к себе больше внимания, переодевшись в костюм чирлидерши и испражнившись на пол в церкви во время проходящей там свадьбы. Её поступок вошёл в очередной эпизод «Ужасной Джоан». Возмущенная тем, что её образ осквернён, Хайек встречается со своим адвокатом, который сообщает ей, что контракт, который она подписала со Streamberry, позволяет им использовать её образ любым способом, каким они захотят.
Хайек навещает Джоан в её доме и объясняет, что она также бессильна против Streamberry. Они решают вместе уничтожить компанию, ворвавшись в их штаб-квартиру и уничтожив квантовый компьютер, который находится неподалёку от офиса генерального директора Моны Джавади. Джоан и Хайек наблюдают за Джавади, рассказывающей в интервью, что алгоритм Streamberry может создать шоу, основанное на жизни любого из его клиентов. По словам Джавади, сериал, в котором используются личные страхи аудитории, привлекает большое количество зрителей.
Дойдя до серверной, Джоан и Хайек встречают там инженера (Майкл Сера), который показывает, что они сами находятся на первом, основанном непосредственно на реальном мире, уровне симуляции, а Джоан — на самом деле персонаж, которого играет актриса Энни Мёрфи (вернее, её цифровая копия). В то же время на этом уровне Хайек играет вымышленную версию самой себя. Джавади умоляет Джоан не уничтожать квантовый компьютер и все уровни симуляции вместе с ним, но та всё же ломает машину, понимая, что настоящая Джоан поступила так же.
События возвращаются в реальный мир. Настоящие Джоан и Энни отправляются под домашний арест за незаконное проникновение в офис Streamberry. На сеансе у психотерапевта настоящая Джоан рассказывает, что стала лучше контролировать свою жизнь. Джоан открывает собственную кофейню, одним из посетителей которой становится Энни Мёрфи.

## Производство
Шестой сезон «Чёрного зеркала» был выпущен на Netflix 15 июня 2023 года, спустя почти 4 года после выхода пятого сезона. Сценаристом первого эпизода стал Чарли Брукер, режиссёром — Элли Панкью. По словам Брукера, это был единственный эпизод сезона, который ощущался бы как часть старого «Чёрного зеркала».
Первоначальная идея заключалась в том, что Джоан стала предметом обсуждения в прессе из-за мелких жалоб коллег или политических дипфейков, используемых новостными агентствами. Позже Брукер вдохновился мини-сериалом «Выбывшая», повествующем о взлёте и падении технологического стартапа Theranos и его главы Элизабет Холмс. Эпизод был снят незадолго до релиза ChatGPT, из-за чего Esquire назвал его «ужасно своевременным». По словам Чарли Брукера, в индустрии развлечений будущего возможно появление «автоматически генерируемого контента, нацеленного непосредственно на каждого конкретного человека».

## Реакция
На агрегаторе Rotten Tomatoes эпизод имеет рейтинг 93 %, основанный на 15 отзывах. Издание The Independent оценило серию на 3 звезды из 5, назвав её «во многом самой классической серией „Чёрного зеркала“ в этом сезоне». The Telegraph, однако, дал эпизоду 2 звезды — Эд Пауэр считает его «недоделанным открытием долгожданного нового сезона».